# Туссен, Жан-Филипп
Жан-Филипп Туссен (фр. Jean-Philippe Toussaint; род. 29 ноября 1957 г., Брюссель, Бельгия) — бельгийский франкоязычный писатель, кинорежиссёр, фотограф.

## Биография
Жан-Филипп Туссен родился в 1957 году в Брюсселе. В 1973 году стал чемпионом мира по игре скрэббл среди юниоров. Окончил парижский Институт политических исследований по специальности «политология» (1978) и «современная история» (1979),.

Писать начал в 1979 года под влиянием «Преступления и наказания» Достоевского, . В 1985 году выходит его первый роман «Ванная комната» (фр. La Salle de bains). В 2005 году Туссен получает премию Медичи за роман «Fuir». В 2009 году ему присуждается премия Декабрь за роман «La Vérité sur Marie». Бо́льшая часть произведений писателя опубликована издательством «Минюи». Книги Туссена переведены на более чем двадцать языков.

Жан-Филипп Туссен является режиссёром и автором сценариев ряда фильмов, в том числе экранизаций собственных романов. Он также увлекается фотографией и организует персональные выставки в Бельгии и в других странах мира.

## Творчество
В 1960-х годах во Франции сложилось направление, называемое «новый новый роман» (по аналогии с «новым романом»), и Ж.-Ф. Туссена нередко считают одним из лидеров этого направления. Сам писатель утверждает, что ему близко не направление как таковое, а его отдельные авторы (Роб-Грийе, Дюрас и др.) . В числе других писателей, оказавших на него влияние, он называет Музиля, Набокова, Перека, Камю, Сартра. Критики также соотносят творчество Туссена с минимализмом; автор охотно признаёт своё творчество минималистским, понимая эстетику минимализма как стремление «…выразить свой опыт переживания реальности как можно более кратко, полно и элегантно».

В прозе Туссена стиль зачастую важнее содержания: его романы можно считать воплощением мечты Флобера написать книгу «ни о чём». Некий сюжет и даже интрига в его произведениях присутствуют, но основная роль отводится детали, описанию, скрупулёзному и гиперреалистичному изображению повседневности. Ещё одна отличительная особенность прозы Туссена — это её фрагментарность: текст большинства его романов разбит на небольшие, иногда нумерованные фрагменты. В интервью 1992 года Туссен поясняет:

Думаю, что писать абзацами — это очень наглядно, визуально. Мне нравится видеть замкнутые блоки разной величины. Приступая к работе, я не знал, что буду писать именно так, но когда я начал «Ванную комнату», то стал нумеровать абзацы. Номера должны были придать тексту некую силу авторитета, как в административном отчёте: 1 то, 2 это, и никто не подвергает происходящее сомнению. А затем я увидел, что эта техника даёт мне возможность переходить от одной темы к другой, продвигаться от фрагмента к фрагменту, продолжая думать над связками.
Оригинальный текст (фр.)Cette façon de travailler en paragraphes est très visuelle, je crois. Ça me plaît de voir des blocs fermés, de tailles diverses. Au départ, je ne savais pas que
j’allais écrire de cette façon, mais j’ai commencé La Salle de bain en
numérotant les paragraphes. Les numéros, c’est pour donner une sorte de
force d’autorité, comme dans un rapport administratif 1 ceci, 2 cela, et on ne
met pas en doute ce qui se passe. Voilà, c’est comme ça. Ensuite j’ai vu que
c’était aussi une technique qui me permettait de passer d’une chose à l’autre,
d'avancer par fragments, tout en travaillant les transitions. 

Несмотря на наличие достаточно глубокой философской подоплёки, тексты Туссена производят впечатление лёгких и ироничных. Ирония, юмор, игра, пародийность свойственны всем его произведениям. Ирина Радченко, переводчик книг Туссена на русский язык, даёт его творчеству следующую характеристику: 

В этих странных маленьких романах ни о чем, холодно-пронзительных, иронично-лирических и философско-шутливых, писатель сумел найти точную и емкую формулу мировосприятия своего поколения — формулу того, что принято называть «постмодернизмом».

### На русском языке
- Туссен Ж.-Ф. Месье. // Иностранная литература. — 2001. — № 3. — С. 3-33. — ISSN 0130-6545.
- Туссен Ж.-Ф. Фотоаппарат. // Иностранная литература. — 2002. — № 1. — С. 6-39. — ISSN 0130-6545
- Туссен Ж.-Ф. Фотоаппарат. — М.: Наталис, 2002. — 205 с. — ISBN 5-8062-0059-0.
- Туссен Ж.-Ф. Фотоаппарат. — М.: Рипол Классик, 2003. — 264 с. — ISBN 5-7905-2180-0.
- Туссен Ж.-Ф. Месье. Любить. — М.: Иностранка, 2006. — 176 с. — ISBN 5-94145-367-1.

## Фильмография
- 1989: La Salle de bain (автор сценария; экранизация одноимённого романа)
- 1990: Monsieur (режиссёр и автор сценария; экранизация одноимённого романа)
- 1992: La Sévillane, (режиссёр и автор сценария; экранизация романа «Фотоаппарат»)
- 1994: Berlin, 10 heures 46 (в соавторстве с Торстеном Фишером)
- 1999: La Patinoire (режиссёр)
- 2007: Hors du soleil, des baisers et des parfums sauvages (в соавторстве с Энджем Леччиа)
- 2012: Trois fragments de Fuir